# SAS Ground Handling
SAS Ground Handling er Skandinaviens største handlingselskab og Europas tredjestørste. Selskabet omsætter for ca. 5,9 mia. svenske kroner, beskæftiger 8.400 ansatte og er repræsenteret i mere end 160 lufthavne i 40 lande.
SAS Ground Handling er et datterselskab af SAS Group. I Danmark har selskabet 2.100 ansatte og håndterer bagage og check-in for omkring 50 flyselskaber i blandt andet Københavns Lufthavn.
1. juli 2010 skiftede selskabet navn fra SAS Ground Services til det nuværende.